# Шупенза
Шупенза или Шупенци (на албански: Shupenza или Shupenzë) е село в Албания, в община Булкиза (Булчица), административна област Дебър.

## География
Селото е разположено в областта Грика Вогъл.

## История
След Балканската война в 1912 година селото попада в Албания.
В 1915 година, по време на Първата световна война, селото е анексирано от Царство България. Към 1 март 1916 година Шупенци е част от Омежката община на българската Дебърска околия.
До 2015 година е част от община Шупенза.

## Личности
Починали в Шупенза
- Мурат Лабунищи (1909 – 1946), албански революционер